# Valentine Reyre
Pour les articles homonymes, voir Reyre.
 (avril 2013).
Si vous disposez d'ouvrages ou d'articles de référence ou si vous connaissez des sites web de qualité traitant du thème abordé ici, merci de compléter l'article en donnant les références utiles à sa vérifiabilité et en les liant à la section « Notes et références ».
Valentine Reyre (née à Paris 16e le 25 mai 1889 et morte à Ermont le 22 février 1943) est une peintre française.
Elle a principalement participé à la renaissance de l'art religieux en France dans la première moitié du XXe siècle.

## Biographie
Née dans une famille d’amateurs d’art, Valentine Reyre pratique dès 1896 la peinture de chevalet. Sa vocation artistique ne la quittera plus en même temps que les préoccupations philosophiques qui la conduisent à soutenir une thèse de doctorat intitulée Règle de vie morale.
Valentine Reyre est influencée par Antoine  Bourdelle et George Desvallières, dont la fille, Sabine, est son amie, tout comme Noëlle, fille de Maurice Denis. Elle intègre d’ailleurs bientôt la mouvance de l’art sacré en adhérant à la Société de Saint-Jean pour le développement de l'art chrétien en 1912. Elle côtoie Maurice Denis, Maurice Storez, Henri Charlier et George Desvallières. Celui-ci l'incite à travailler l’expressivité. L’irruption des drames de la Première Guerre mondiale, qui la marquent en profondeur, va l’aider en ce sens.
Avec Maurice Storez et Henri Charlier, elle fonde l’Arche en 1916. Ce groupe d’artistes et d'architectes catholiques a vocation à offrir un art chrétien débarrassé des académismes saint-sulpiciens, comme les Ateliers d'art sacré au lancement desquels elle participe aussi en 1919. Elle travaille à de nombreuses œuvres : peintures sur toile ou murales, fresques selon la technique traditionnelle sur mortier frais (comme à l'église Saint-Martin de Fontaine-Notre-Dame), mais aussi cartons pour vitraux, dessins pour des objets liturgiques… Elle travaille aussi aux célèbres chantiers que sont le pavillon des Missions de l’Exposition coloniale de 1931 et l’église du Saint-Esprit à Paris dont elle dirige la décoration de la chapelle Saint-Joseph en 1932. Elle réalise de lumineux vitraux à l'église de l'Immaculée-Conception d'Audincourt en 1932.
En 1940, Valentine Reyre cesse définitivement toute activité artistique pour se consacrer à des œuvres sociales, jusqu’à sa mort survenue le 22 février 1943 à Paris.
Un fonds de ses œuvres est conservé au musée d'Art et d'Archéologie de Senlis.

Œuvres de Valentine Reyre
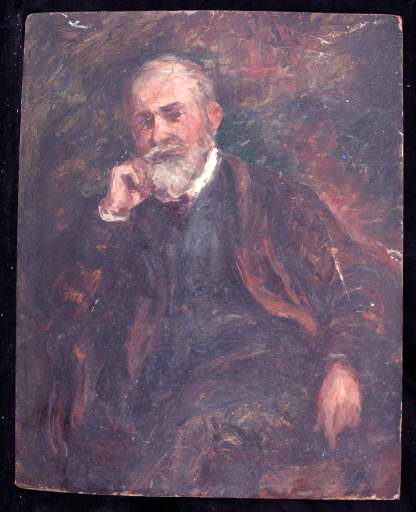
Portrait d'Antoine Reyre, père de l'artiste (entre 1905 et 1910), musée d'Art et d'Archéologie de Senlis.
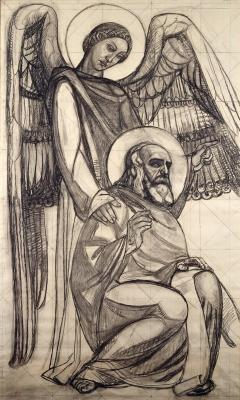
Saint Jean et l'Ange (1925), localisation inconnue.